# 何嘉穎
何嘉穎（葡萄牙語：Josefina Lee Dos Santos，1991年9月3日—），澳門土生葡人，澳門歌手，較為人熟悉的名字是其葡文名，於2014年參與香港無綫電視節目《超級巨聲4》，獲得第四名。同年她代表香港參加TVB全球華人新秀歌唱大賽。
何嘉穎畢業於澳門大學葡文系，亦是該校榮譽學院的畢業生，畢業後繼續於澳門大學修讀葡萄牙語言及文化碩士課程。鍾愛音樂的她自幼對音樂有濃厚興趣，先後自學鋼琴、結他、古箏及敲擊樂，現為聖若瑟教區中學第六校教導老師、澳門大學管樂團成員，亦是澳門青年管樂團及澳門喝采敲擊樂團團員，兼任澳門敲擊樂協會理事，入團逾十年的她曾經隨團在多處巡迴演出，屢獲獎項。

## 音樂作品
- 感受澳門·動容時刻（澳門旅遊局推廣主題曲中文版）
- Experience Macau（澳門旅遊局推廣主題曲英文版）
- 澳門格蘭披治大賽車主題曲
- 化雨春風（與蘇耀光、龍世傑、徐倩華合唱）（澳門大學三十週年主題曲中文版）[5]
- Dreams in Hand（與蘇耀光、龍世傑、徐倩華合唱）（澳門大學三十週年主題曲英文版）[6]
- 十月初五約君來（十月初五街文化嘉年華主題曲）[7]
- 夜聲（featuring 百強)（澳門反家暴宣傳歌曲）[8]
- We are The Voice（與巨聲四幫合唱）（《超級巨聲4》主題曲）

## 大型活動演出
- 2010年10月9日 - Joe Jr. 歐西美點交響演唱會[9]
- 2010年12月20日 - 二〇一〇青春交響馬拉松青年音樂匯演
- 2011年9月10日 - 愛很簡單（與澳門著名薩克風演奏家孫穎麟合作舉行了首場二人的音樂會）[10]
- 2011年10月8-9日 - 第五十八屆澳門格蘭披治大賽車路展[11]
- 2012年10月26日 - 世界新娘大賽2012總決賽[12]
- 2012年11月3日 - 第五十九屆澳門格蘭披治大賽車路展[13]
- 2013年3月16日 - 愛很簡單II - 孫穎麟與澳門青年管樂團音樂會[14]
- 2013年11月5日 - 澳門大學新校區啟用儀式文藝晚會
- 2014年1月5日 - 澳門音樂力量年度大碟發佈會
- 2014年5月23日 - 澳廣視《眾志成城30載》台慶晚會
- 2014年8月23日 - 愛很簡單III - 孫穎麟與澳門青年管樂團音樂會[15]
- 2014年9月20日 - MACA流行音樂節2014：原音之夜[16]
- 2014年12月20日 - 澳門夢中國心－慶祝澳門回歸祖國十五周年文藝晚會

## 曾參與大型比賽
- 澳門大學學生會《澳門大學“非凡·音viva voce”歌唱比赛》
- 澳門特別行政區文化局《第28屆澳門青年音樂比賽》
- 金沙中國有限公司《澳門威尼斯人第一屆澳門威尼斯人星願成真才藝大賽》
- 澳門中華新青年協會《第三屆GIVE US A TUNE英語歌唱比賽》
- 澳門中華學生聯合總會《第十一屆校園之聲全澳學生流行歌曲歌唱大賽》
- 燦星制作《中國好聲音》第三季澳門推介會
- 香港無綫電視《超級巨聲4》
- 香港無綫電視《2014年度TVB全球華人新秀歌唱大賽》[17]

## 電視節目
- 2014年10月18日 - 勁歌金曲
- 2014年10月20日 - 創新經典 TVB邁向48年
- 音樂工房

### 超級巨聲4比賽成績
| 集數 | 首播日期   | 比賽主題             | 參賽歌曲                               | 原唱者          | 分數      | 備註                                                                     |
| ---- | ---------- | -------------------- | -------------------------------------- | --------------- | --------- | ------------------------------------------------------------------------ |
| 01   | 2014/10/25 | 超級女聲             | 《Greatest Love of All》               | Whitney Houston | 80.0/100  |                                                                          |
| 03   | 2014/11/08 | 男女PK賽（上）       | 《小城大事》                           | 楊千嬅          | 79.7/100  | 勝王禮宗 本集最高分                                                      |
| 05   | 2014/11/22 | 組合PK戰             | 《海闊天空》                           | Beyond          | 87.2/100  | 與李姵賢、關敏婷合唱（爆炸女聲） 勝伍富橋、陳浚霆（巨聲俊男） 本集最高分 |
| 06   | 2014/11/29 | 踢館挑戰賽（上）     | 《A Moment Like This》                 | Kelly Clarkson  | 80.0/100  |                                                                          |
| 09   | 2014/12/27 | 偶像巨聲挑戰賽（下） | 《Just A Kiss》                        | Lady Antebellum | 75.0/100  | 與羅孝勇合唱                                                             |
| 10   | 2015/01/10 | 男女合唱對戰         | 《家書》                               | C AllStar       | 160.4/200 | 與嚴瀚祺合唱 個人分數82.2/100                                            |
| 11   | 2015/01/17 | 巨聲八強 挑戰經典    | 《愛與痛的邊緣》、《有多少愛可以重來》 | 王菲、黃仲崑    | 81.7/100  |                                                                          |
| 12   | 2015/01/31 | 終極決戰 第一回合    | 《越難越愛》                           | 吳若希          | 77.2/100  | 進入四強                                                                 |
| 12   | 2015/01/31 | 終極決戰 第二回合    | 《假如讓我說下去》                     | 楊千嬅          | 75.7/100  | 總分152.9 獲第四名                                                       |
| －   | 2015/02/07 | 畢業演唱會           | 《We Are The Voice》                   | 巨聲四幫        | －        | 與巨聲四幫合唱                                                           |
| －   | 2015/02/07 | 畢業演唱會           | 《情人》、《喜歡你》、《海闊天空》     | Beyond          | －        | 與陳浚霆、谷微合唱                                                       |
| －   | 2015/02/07 | 畢業演唱會           | 《爭氣》（原曲《要爭取快樂》）         | Maria Cordero   | －        | 與泰迪羅賓、嚴瀚祺合唱                                                   |

## 曾獲獎項
| 時間       | 比賽或節目名稱                           | 獎項                                                                  |
| ---------- | ---------------------------------------- | --------------------------------------------------------------------- |
| 2008年     | 澳門聖若瑟教區中學英文歌唱比賽           | 冠軍                                                                  |
| 2009年     | 澳門聖若瑟教區中學英文歌唱比賽           | 冠軍                                                                  |
| 2010年4月  | 澳門大學“非凡·音viva voce”歌唱比赛       | 冠軍 最佳台風奬                                                       |
| 2010年6月  | 第28屆澳門青年音樂比賽                   | 敲擊樂重奏－西樂（2至10人）第一名                                     |
| 2010年9月  | 第一屆澳門威尼斯人星願成真才藝大賽       | 亞軍                                                                  |
| 2010年11月 | 第三屆GIVE US A TUNE英語歌唱比賽         | 冠軍 最佳台風獎 網上最佳人氣獎                                        |
| 2010年12月 | 第十一屆校園之聲全澳學生流行歌曲歌唱大賽 | 校園之聲組冠軍 卓越舞台表現奬 全場最受歡迎奬                          |
| 2013年8月  | 第十一屆澳廣視至愛新聽力頒獎音樂會       | 至愛歌曲奬 夜聲 (featuring 百強)                                      |
| 2015年1月  | 超級巨聲4                                | 第四名 我最喜愛網上巨聲金曲（何嘉穎、李姵賢、關敏婷 － 《海闊天空》） |
| 2016年6月  | 英皇新秀歌唱大賽2016                     | 冠軍（金咪大獎）                                                      |